# محمود عبد العزيز (لاعب كرة قدم)
محمود عبد العزيز هو لاعب كرة قدم مصري، يلعب حاليًا مع نادي غزل المحلة.

## الإنجازات
الزمالك
- الدوري المصر الممتاز (1): 2020–21
- كأس مصر:
  - البطل (1): 2018[1]

## روابط خارجية
- محمود عبد العزيز على موقع قاعدة بيانات كرة القدم.إي يو (الإنجليزية)
- محمود عبد العزيز على موقع ناشيونال فوتبول تيمز (الإنجليزية)